# Ming Jie
Xu Ming-jie (en chino, 許名傑; pinyin, Xǔ Míng Jié) (Taipéi, República de China, 12 de mayo de 1993), también conocido bajo su nombre artístico de Brent Xu o simplemente Brent, es un cantante y actor taiwanés. Es principalmente conocido por haber sido miembro del grupo masculino SpeXial entre 2012 y 2020.

## Biografía
Xu Ming-jie nació el 12 de mayo de 1993 en la ciudad de Taipéi, República de China. Su madre es la cantante de opera Xu Xian-ji. Asistió y se graduó de la Taipei City University of Science and Technology. Debutó como cantante en 2012, tras ser reclutado por un cazatalentos en la calle junto a su amigo Zi Hong, y pasó a ser uno de los cuatro miembros fundadores del grupo SpeXial, junto a Wes, Wayne y Zi Hong. Más tarde ese mismo año, Ming Jie debutó como actor con un papel principal en el drama KO One Return. En los años siguientes continuó apareciendo en series y películas, mayormente con sus compañeros de banda. 
A finales de diciembre de 2014, Ming Jie se retiró temporalmente del grupo para cumplir con su servicio militar y estuvo ausente en el lanzamiento del primer extended play del grupo, Love Killah, así como también en la primera reunión de fanes en el National Taiwan University Sports Center. El 31 de mayo de 2015, SpeXial ganó dos Hito Music Awards en las categorías de "grupo hito" y "grupo más popular".
Ming Jie finalizó su servicio militar el 10 de diciembre de 2015 y se reincorporó al grupo el 24 de enero de 2016, durante la presentación de SpeXial en los KKBox Music Awards, donde interpretaron las canciones Love Guardian, Dangerous y Silly Girl, respectivamente.

## Filmografía

### Televisión
| Año  | Título            | Papel              | Notas     |
| ---- | ----------------- | ------------------ | --------- |
| 2012 | KO One Return     | Hua Ling-long      | Principal |
| 2013 | Fabulous Boys     | Él mismo           | Invitado  |
| 2013 | KO One Re-act     | Hua Ling-long      | Principal |
| 2014 | The X Dormitory   | Chen Wei / Ye Shen | Principal |
| 2017 | K.O. 3AN-GUO      | Zhou Yu            | Invitado  |
| 2018 | Ko One: Re-Call   | Bi Ling            | Principal |
| 2018 | Fight For Fever   | Yang Zi-jing       | Principal |
| 2018 | Intern Doctor     | Chen Tian-cai      | Principal |
| 2018 | Broken Net Moment | Xiong Wei          |           |